# Jestem miłością
Jestem miłością (wł. Io sono l'amore, 2009) – włoski melodramat w reżyserii Luca Guadagnina. Obraz, którego akcja umiejscowiona jest na przełomie tysiąclecia w Mediolanie, przedstawia historię burżuazyjnej rodziny na przestrzeni lat.
Światowa premiera filmu miała miejsce 5 września 2009 roku podczas 66. Międzynarodowego Festiwalu Filmowego w Wenecji, gdzie obraz był prezentowny w sekcji Horyzonty. Następnie film był wyświetlany na festiwalach filmowych w Toronto, Rzymie i na Sundance Film Festival.

## Opis fabuły
Emma (Tilda Swinton) jest zamężną kobietą w średnim wieku. Jej mężem jest wpływowy Tancredi (Flavio Parenti), głowa wielowiekowej rodziny. Jednak Emma czuje się nieszczęśliwa, jej życie wypełnia rutyna i konwenanse. Pewnego dnia, przypadkowe spotkanie z przyjacielem syna, Antoniem (Edoardo Gabbriellini) rozbudza w niej żądze. Emma i Antonio zostają kochankami.

## Obsada
- Tilda Swinton jako Emma Recchi
- Flavio Parenti jako Edoardo Recchi Jr.
- Edoardo Gabbriellini jako Antonio Biscaglia
- Alba Rohrwacher jako Elisabetta Recchi
- Pippo Delbono jako Tancredi Recchi
- Maria Paiato jako Ida Roselli
- Diane Fleri jako Eva Ugolini
- Waris Ahluwalia jako Shai Kubelkian
- Marisa Berenson jako Allegra Recchi
- Gabriele Ferzetti jako Edoardo Recchi Sr.

i inni

## Nagrody i nominacje
Oscary 2010
- nominacja: najlepsze kostiumy − Antonella Cannarozzi

Złote Globy 2010
- nominacja: najlepszy film zagraniczny (Włochy)

Nagroda Satelita 2010
- nominacja: najlepszy film zagraniczny (Włochy)
- nominacja: najlepsza aktorka w filmie dramatycznym − Tilda Swinton
- nominacja: najlepsze zdjęcia − Yorick Le Saux
- nominacja: najlepsza scenografia i dekoracja wnętrz − Francesca Balestra Di Mottola

Nagroda BAFTA 2010
- nominacja: najlepszy film zagraniczny (Włochy)